# スラカルタ王宮 (クラトン)
スラカルタ王宮（スラカルタおうきゅう、尼: Keraton Surakarta、Keraton Surakarta Hadiningrat〈クラトン・スロカルト・ハディニングラート〉、ジャワ語: ꦑꦫꦡꦺꦴꦟ꧀ꦯꦸꦫꦑꦂꦡꦲꦢꦶꦟꦶꦁꦫꦡ꧀）は、インドネシア共和国中部ジャワ州スラカルタにある王宮（クラトン、Keraton、Kraton〈カラトン、karaton〉）である。
カスナナン王宮（尼: Kraton Kasunanan〈Keraton Kasunanan Surakarta Hadiningrat〉）とも称される。1945年に成立したインドネシア共和国の中部ジャワ州に編入されたが、残されたスラカルタ侯国（ススフナン領、カスナナン〈Kasunanan〉）の王宮はススフナン家の伝統文化を継承し、王の居住地となる。この王宮は現在、スラカルタを象徴する主要な観光資源の1つである。王宮複合体は、王室に関するさまざまな宝物などが展示・保管される博物館でもある。

## 歴史
1740年10月のオランダ東インド会社（蘭: Verenigde Oost-Indische Compagnie、略称: VOC）によるバタヴィア（後の首都ジャカルタ）の華僑虐殺事件に始まる華僑騒乱により、1745年、マタラム王国（1570年代〈1578年頃〉-1755年）の王パクブォノ2世（パク・ブウォノ2世、在位1726-1749年）は、動乱により荒廃した王都カルタスラより12キロメートル東のソロ（スラカルタ）に移り、翌1746年2月にスラカルタ王宮を構築した。この王宮の完成に伴い、ソロに移された王都は「スロカルト・ハディニングラート」と命名された。
1746年5月、パクブォノ2世の弟パンゲラン・マンクブミ（Pangeran Mangkubumi、後のハメンクブウォノ1世〈スルタン・ハムンク・ブウォノ1世〉）が、スラカルタよりジョグジャカルタに移り、王およびオランダに対する反乱を起こした。そして1749年末、パクブォノ2世の死去により、王子がパクブォノ3世（パク・ブウォノ3世、在位1749-1788年）として王位を継承するうちに第3次ジャワ継承戦争が起こった。マンクブミ優位のもとに、1755年2月13日、オランダ東インド会社（蘭: Verenigde Oost-Indische Compagnie、略称: VOC）との間にギアンティ条約が締結され、マタラム王国はススフナン家（スラカルタ侯国）とスルタン家（ジョグジャカルタ侯国）に分割された。
今日に見られるスラカルタ王宮は、創建された1744-1745年当時に建てられたものではなく、かつての基本的な構成の上にさまざまな建設が段階的になされている。王宮の建設はパクブォノ2世を継いだパクブォノ3世よりパクブォノ10世（パク・ブウォノ10世、在位1893-1939年）まで行なわれた。その間、スラカルタ王宮はオランダの植民地支配に対して抵抗した。オランダ領東インドの覇権のもと、パクブォノ6世（パク・ブウォノ6世、在位1823-1830年）ならびにパクブォノ10世は、その抗争において主要な役を果たしたことで知られる。王宮は1975-1976年に修復されたが、1985年に王宮複合体は大火に見舞われ、その後、被災した建物（ササナ･スワカ〈Sasana Sewaka〉やササナ・アンドラウィナ〈Sasana Aandrawina〉）が修復されている。また、2006年には、中部ジャワ州の事業により北カマンドゥンガンなどいくつかが修復された。

## 構成

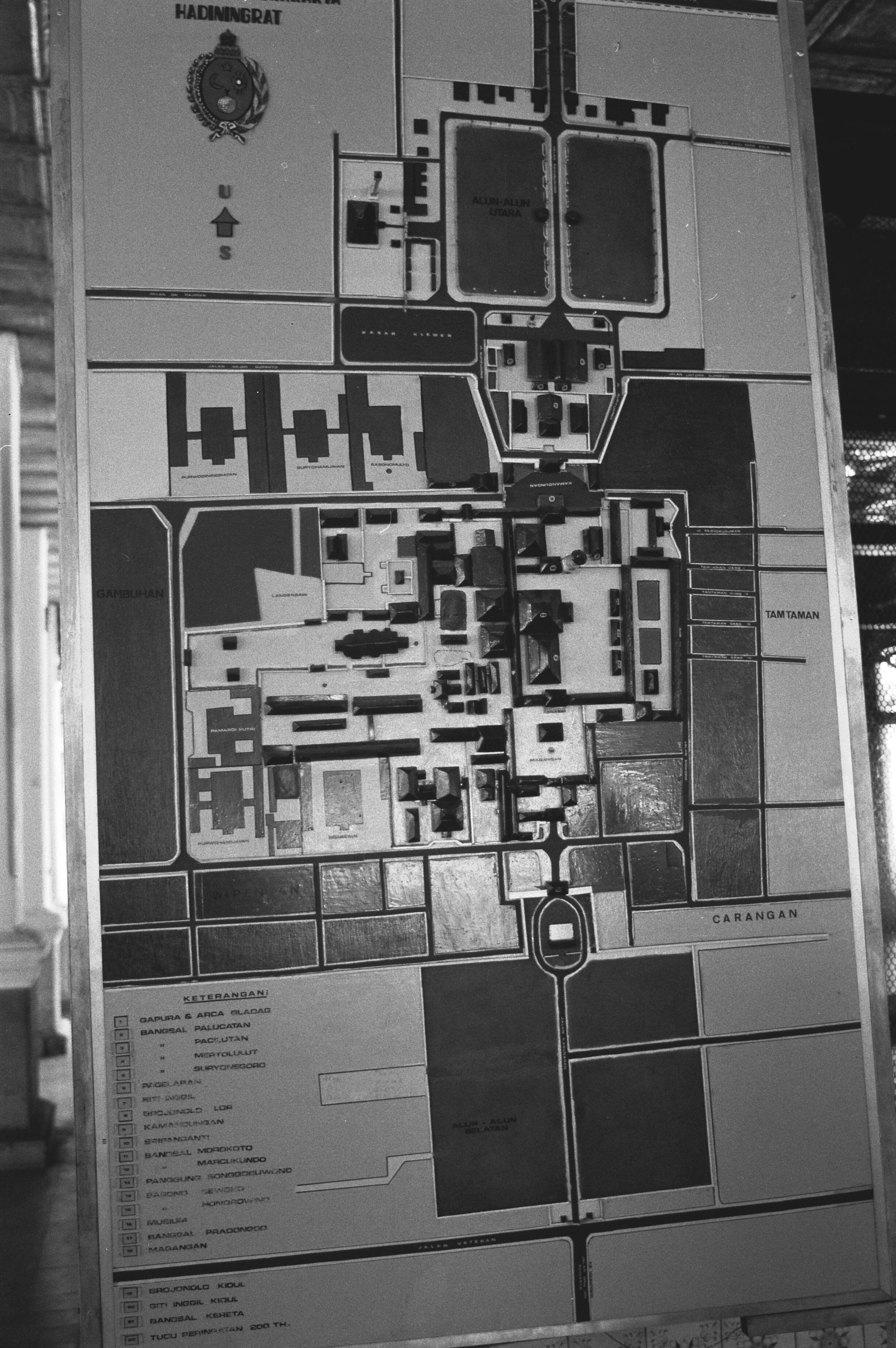
スラカルタ王宮の概要図
（1988年）

スラカルタ（ソロ）は、西のムラピ山と東のラウ山の間にある肥沃な平原にあり、ソロ川が流れる交通ならびに商業の要所である。この地に構築されたスラカルタ王宮の建物は、伝統的な王宮ジャワ建築様式にコロニアル様式を取り入れており、多くは白と青の色彩をなしている。スラカルタ王宮の主要な区域は、北のグラダグ門 (Gapura Gladag) より、南のガディン門 (Gapura Gading) に向かって延びる南北の軸線に沿って構成される。後にジョグジャカルタにおいてスルタンとなるマンクブミがこの王宮の建築に携ったことにより、ジョグジャカルタ王宮の構成に共通する要素が数多くあるが、建築の技法については異なるとされる。
1. グラダグ門 (Gapura Gladag) およびパムラカン門 (Gapura Pamurakan)
2. 北アルン・アルン（Alun-alun Lor、北広場）および西側に隣接するスラカルタの大モスク（ムスジッド・アグン、Masjid Agung）
3. パグララン (Pagelaran〈ササナ・スメワ、Sasana Sumewa〉)
4. 北シティンギル (Siti Hinggil Lor) - 対外儀礼の場
5. 北カマンドゥンガン (Kamandungan Lor)
6. スリマンガンティ (Sri Manganti)
7. クダトン (Kedaton) - 王の居所
8. マガガン (Magangan)
9. 南カマンドゥンガン (Kamandungan Kidul)
10. 南シティンギル (Siti Hinggil Kidul)
11. 南アルン・アルン（Alun-alun Kidul、南広場）およびガディン門 (Gapura Gading)

### 北の門
北端にあるグラダグ門がスラカルタ王宮の入口であり、門の両脇には、パンディタ・ヤクシャ(Pandita Yaksa) またはブラフマナ・ヤクシャ (Brahmana  Yaksa) と称される一対となる大きな像がある。現在、この門のある場所は、スラメット・リヤディ通りが東西に走っている。グラダグ門のすぐ南側にはよく似た形のパムラカン門がある。かつてグラダグ門には動物がつなぎ留められ、パムラカン門がある場所で屠殺処理され分配されていた。

### 北アルン・アルン
アルン・アルンは、住人が集まる王室の儀礼が行われる広場である。また、北の広場は君主と臣民が対面できる場所でもあった。広場の端にはブリンギン（学名: Ficus benjamina、クワ科の常緑高木）が多く植えられ、広場の中央には2本のブリンギンの木があり、柵が設けられている。この2本の「柵に囲まれた聖木」(Waringin Sengkeran) は、西側の木をデワダル (Dewadaru〈Dewandaru〉「高貴」の意) 、東側の木はジャヤダル (Jayadaru〈Jayandaru〉「勝利」の意) と呼ばれる。北アルン・アルン広場の南西には、クレウェル市場（尼: Pasar Klewer）に向かって、大きなアーチ型のクレウェル門 (Gapura Klewer) がある。

### 大モスク

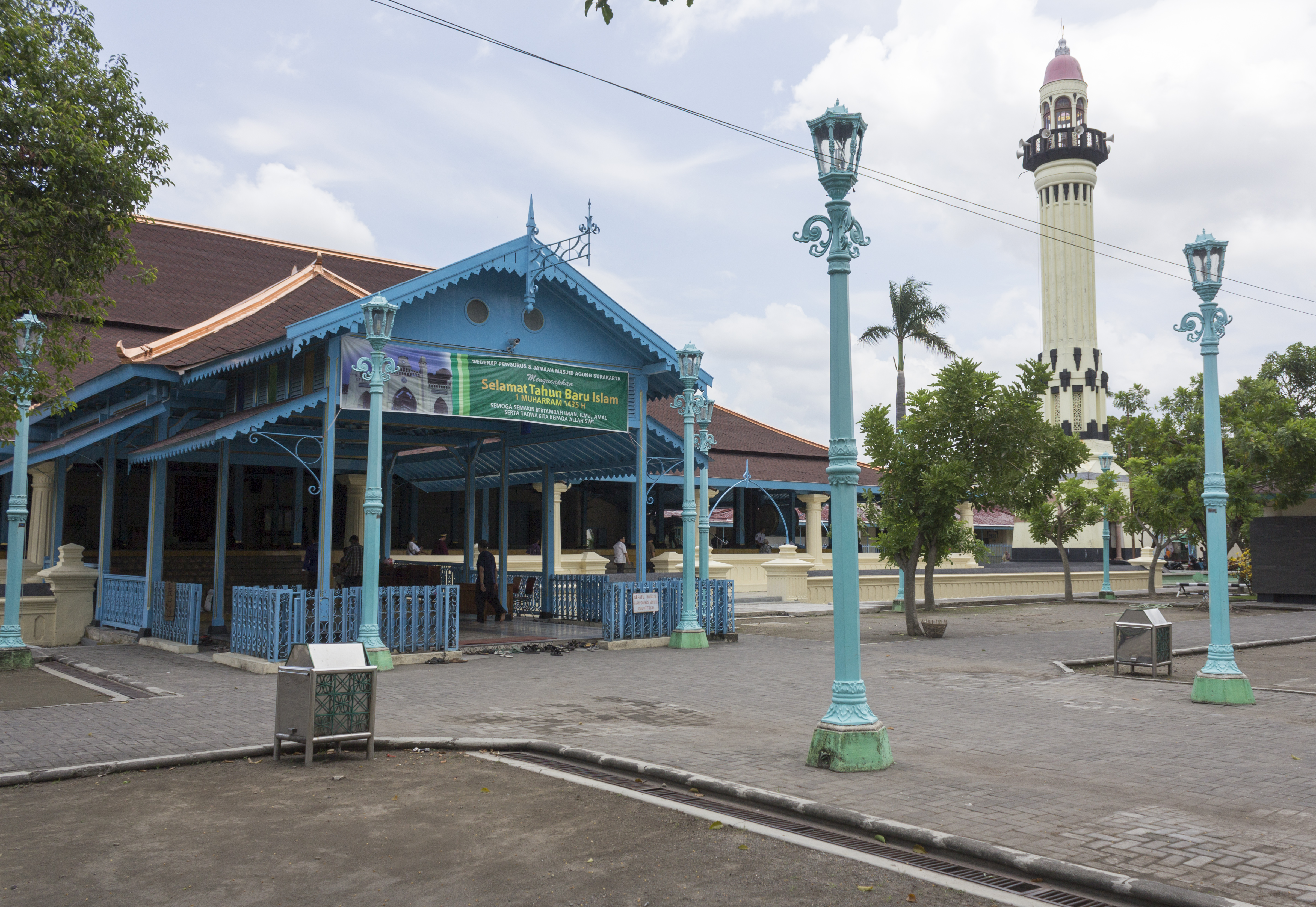
スラカルタの大モスク（ムスジッド・アグン）

北の広場の西側にはスラカルタの大モスクが建立されている。この大モスク（ムスジッド・アグン、Masjid Agung）は、スラカルタ侯国の公式モスクとして1749年頃に建設され、かつては Masjid Ageng Keraton Surakarta Hadiningrat〈ムスジット・アグン・クラトン・スロカルト・ハディニングラート〉と呼ばれていた。大モスクはその後、パクブォノ10世の時代まで幾度かの増改築がなされている。王家の所有する大モスクはおよそ1ヘクタールを占め、本堂は34.2メートル×33.5メートルで、中央の礼拝堂と張り出し玄関（尼: serambi、英: porch) からなる。
モスクの中庭の北と南には、ブラドンゴ宮（バングサル・ブラドンゴ、Bangsal Pradonngo）と称される建物があり、スカテン（セカテン）におけるガムランの演奏をする場所としてのみ使用される。

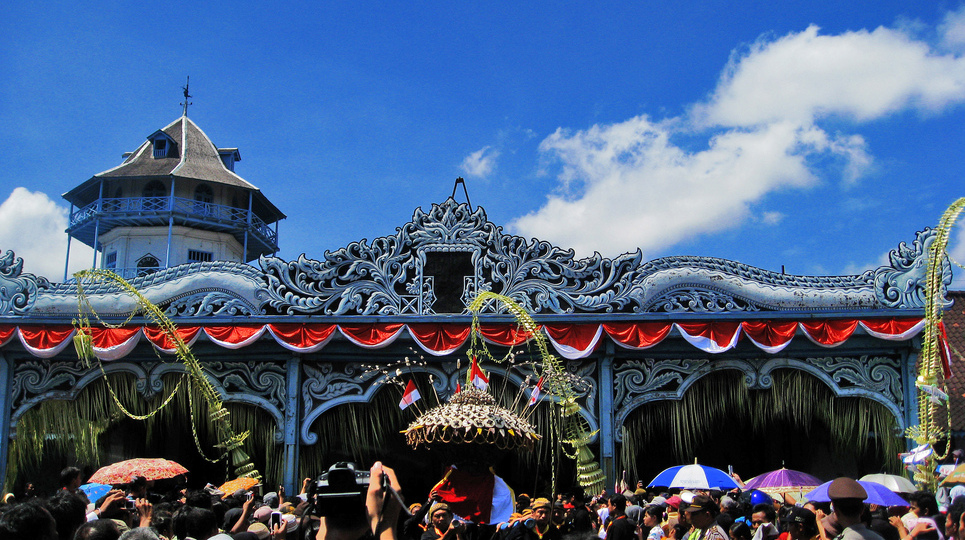
ガレベッグ・ムルッド当日の北カマンドゥンガン門前

「スカテン」と「ガレベッグ」
スカテンは、王室主催のイスラムの預言者ムハンマドの生誕祭であり、スラカルタの儀礼として一週間執り行なわれる。モスクの中庭にある2棟のバングルサル・ブラドンゴに、王宮の収納場ラングンカトンより宝物の2組の大きなガムラン楽器（ゴンソ・スカテン、Gangsa Sekaten〈スカティ、Sekati〉）が運び出され、連日イスラム礼拝時間を除いて演奏が捧げられる。家宝の2組のガムラン楽器は、‘Kyai Guntursari’（「雷鳴の精華」の意〈伝・1644年作〉）、‘Kyai Gunturmadu’（「雷鳴の蜜」の意〈伝・1810年頃作〉）とそれぞれ名付けられている。
7日間のムハンマド生誕の当日には、朝、宝物のガムランが一度王宮に戻され、その後、ガレベッグ（ガルブッグ）の儀礼であるガレベッグ・ムルッド (Garebeg Mulud) が行なわれる。ハジャット (hajat) と称される三体一組（男・女・子供を象徴する）の山車（グヌンガン）と箱に入り担がれた王のハジャット（ハジャット・ダルム）が、家宝のガムラン演奏の先導により大モスクまで巡行し、イスラムの礼拝の後、それらは群集に向けた施物とされる。

### パグララン

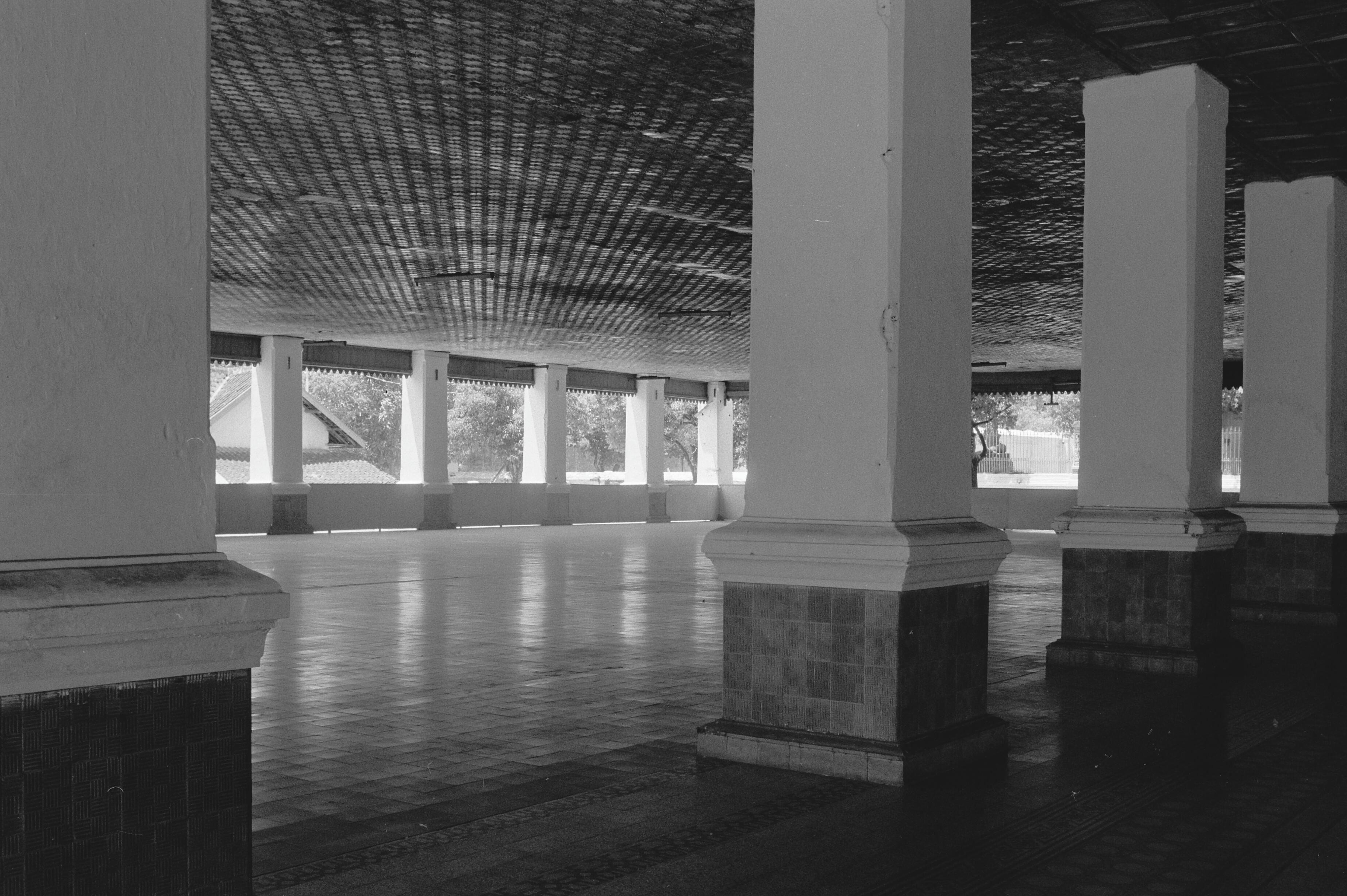
パグララン（ササナ・スメワ）の広間（1988年）

パグラランは、2本のブリンギンの木の南にあり、その南にシティンギル複合体がある。パグラランは、ササナ・スメワ (Sasana Sumewa) と一般に呼ばれる建物であり、ササナ (sasana) はジャワ語で「場所」の意であり、スメワは「対面」の意を持つ。ここはかつて王室と王宮の廷臣（上層階級の役人）が会する場所であった。パグラランの名は、オープンホールを表し、この大きな広間の屋根は48本の方形の柱により支えられている。その本数は、パクブォノ10世が48歳の時に建立したことを表している。

### 北シティンギル

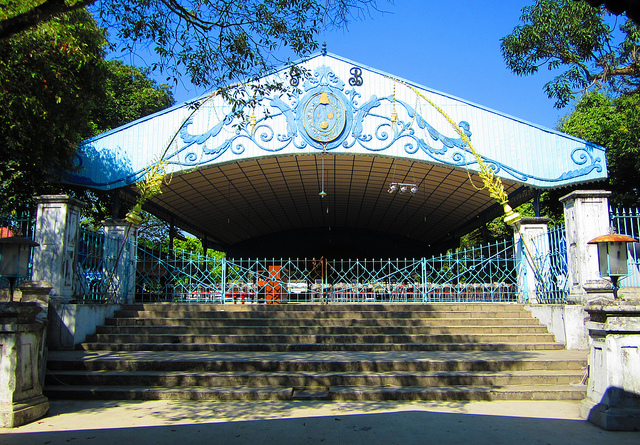
シティンギルの北門 (Kori Wijil) とセワヤナ宮

シティンギルは、周囲より高い場所に構築された複合体であり、シティンギル (Sitihinggil) は、「高台」の意（ジャワ語で siti は「土地」、inggil は「高い」）である。ここはパクブォノ3世の時代である1766年に構築されたものとされる。
シティンギルには2つの門があり、北の門は Kori Wijil と呼ばれ、南にあるもう1つの門は Kori Renteng と呼ばれる。シティンギル複合体の中央にセワヤナ宮（バンサル・セワヤナ、Bangsal Sewayana〈ササナ・セワヤナ、Sasana Sewayana〉）と称される構造物があり、パクブォノ10世により1843年に構築されたこの建物は、ガレベッグなどの祭儀において王と対面する場所として使用される。また、その南あるウィタナ宮（バンサル・ウィタナ、Bangsal Witana〈Bangsal Witono〉) には、王の即位の儀礼において王家の神器が納められている。

### 北カマンドゥンガン

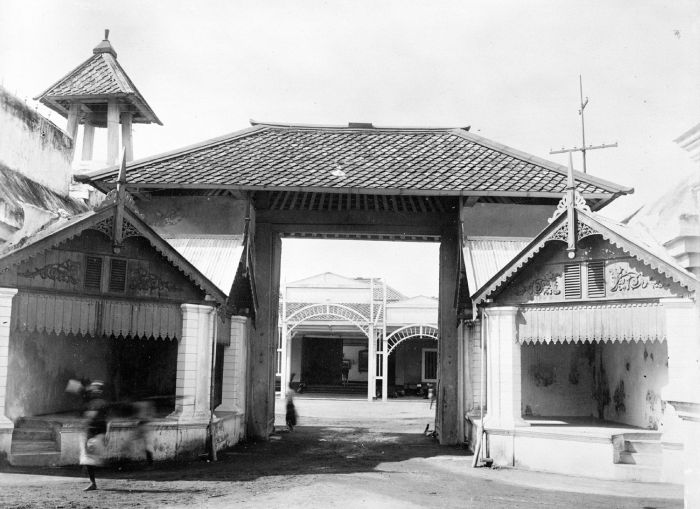
Kori Brajanala 北面
（1910年頃）

北側より北カマンダンガンの中庭に通じる正門は、Kori Brajanala (Kori Brojonolo) と称される。この門はスピット・ウラン通り (Jalan Supit Urang) と王宮の周壁に囲まれた中庭を結んでいる。パクブォノ3世の時代に建てられたこの門は、ジョグロのような台形の屋根が、柱ではなく隔壁によって支える建築様式 (gaya Semar Tinandu) により構築されている。

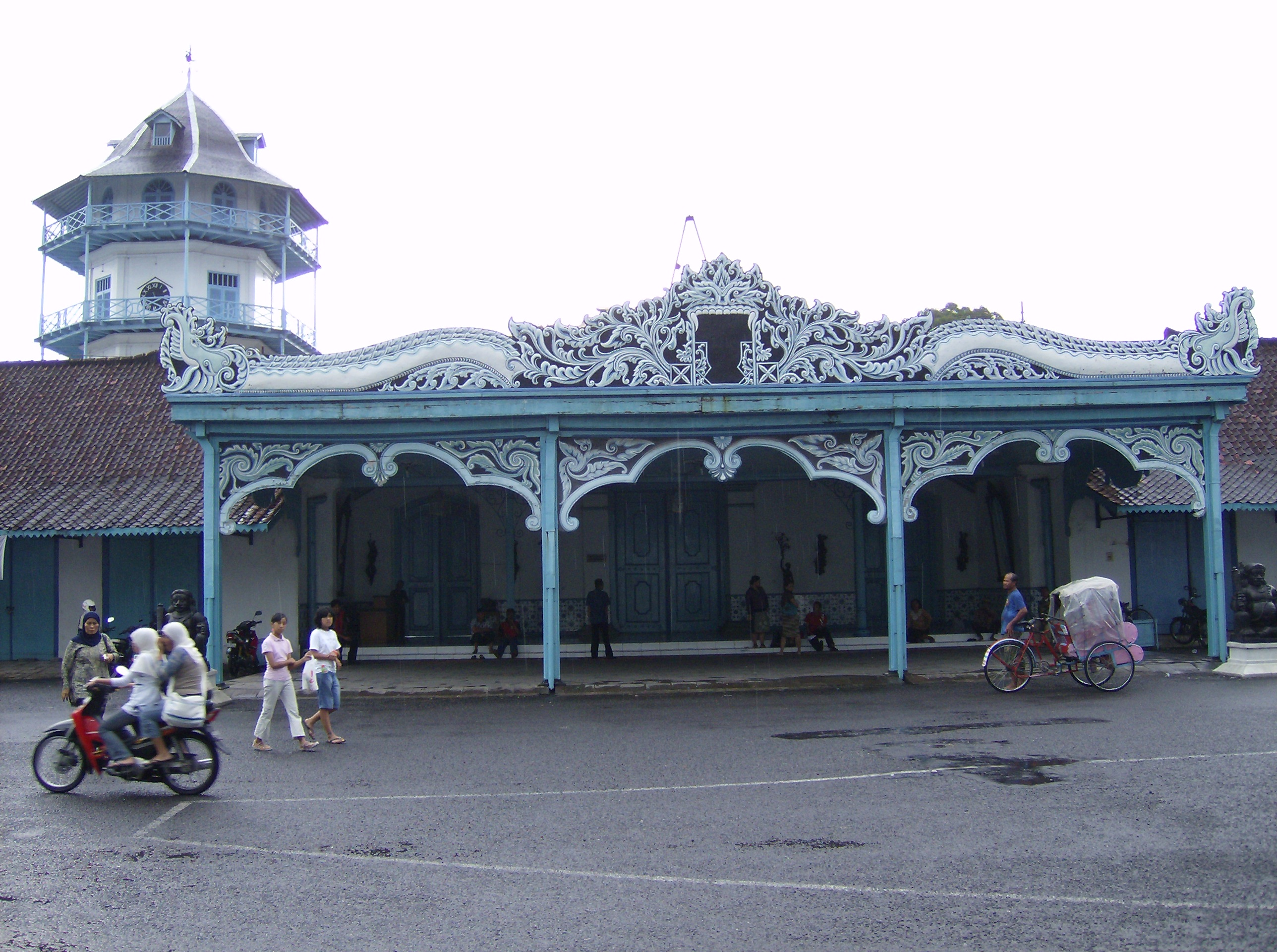
北カマンドゥンガン門とスリマンガンティの塔パングン・ソンゴブウォノ

王宮内苑の正面には、前面に天蓋を備えた構造物 (Bale Rata) を持つ北カマンドゥンガン門 (Kori Kamandungan Lor) がある。この門は1819年、パクブォノ4世（パク・ブウォノ4世、在位1788-1820年）の時代に構築され、その後、パクブォノ10世により再構築された。前面の左右には2体の像があり、また、ここからは次のスリマンガンティ複合体にある八角形の塔パングン・ソンゴブウォノ (Panggung Songgobuwono) も見ることができる。

### スリマンガンティ

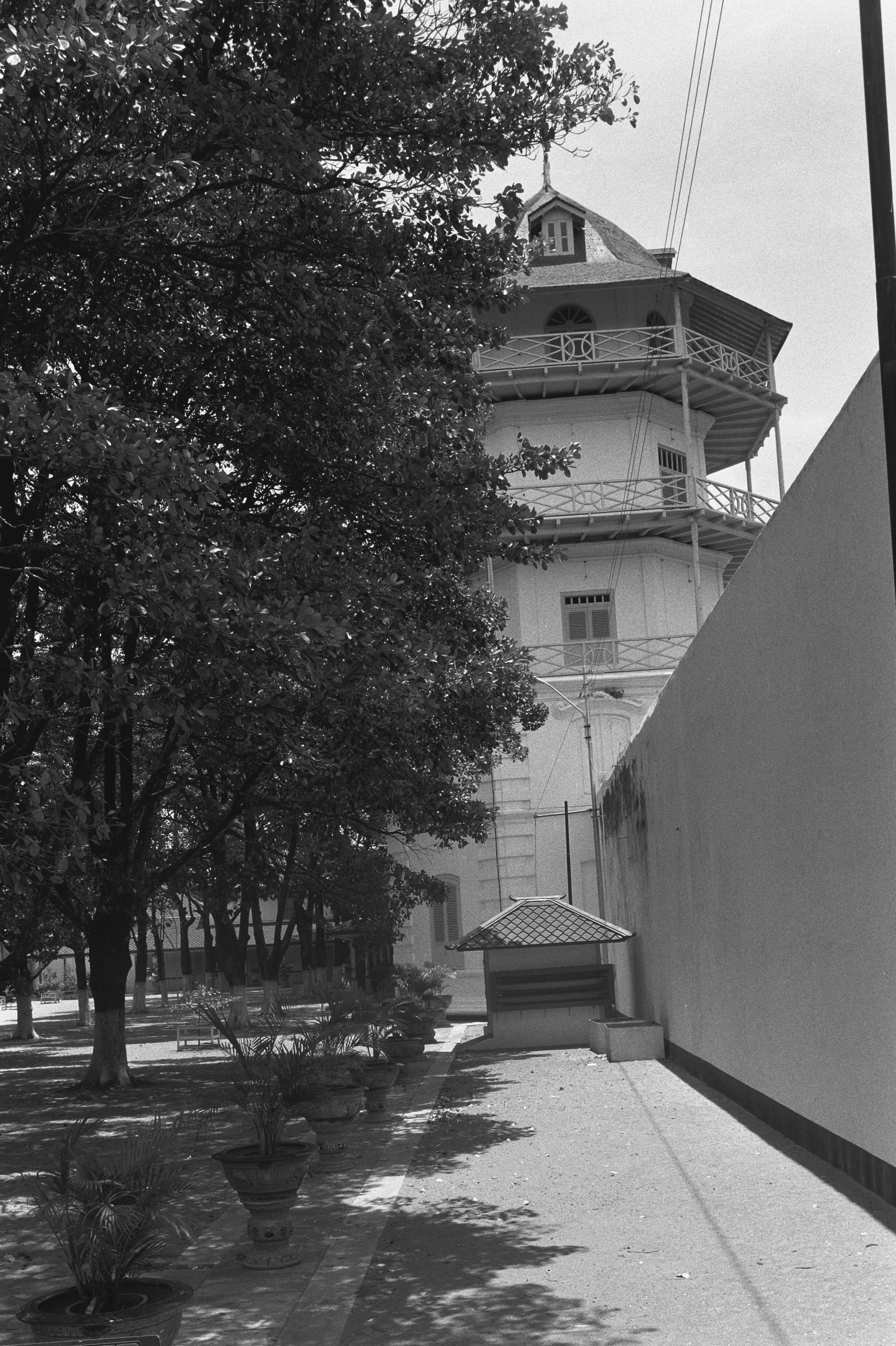
パングン・ソンゴブウォノ（1988年）

スリマンガンティは、賓客が王との謁見を待つ場所として使われる。ここには2つの主要な建物として、西側に Bangsal Smarakatha、東側に Bangsal Marcukundha があり、また南側にパングン・ソンゴブウォノ（「宇宙〈世界〉の塔」の意）と呼ばれる八角形の塔がある。塔の高さは約30メートル (高さ35m、直径6m) であり、実際には北スリマンガンティとクダトンの中庭の間に位置する。
パングン・ソンゴブウォノは、パクブォノ3世の時代である1782年に構築された。八角形の塔は4階層および1層の屋蓋上層部からなる。上層階 (“Tudung Saji”) は、王の瞑想の場であり、南海（インド洋）の女王ニャイ・ロロ・キドゥル（ラトゥ・キドゥル、Kidul はジャワ語で「南」の意）と会う場所であり、また、高い位置より周辺（隣接したオランダ植民地政府機関）を監視するために使用されていた。塔は1954年11月に火災に見舞われ、被災した塔は1959年9月末に再建され、1978年5月に改修が完成した。かつて上層の屋蓋は四角錐の方形ピラミッド状であったが、以前の修復において八角錐の形に改修されている。頂部にはセンカラ（Sengkala、チャンドラ・サンカラ〈Candra Sangkala〉、ジャワのクロノグラム）としての装飾があり、このナーガに乗った人物の装飾 (‘Naga Muluk Tinitihan Jalma’) は、塔が建造されたジャワ暦1708年、西暦1782年を示している。
スリマンガンティ門 (Kori Sri Manganti) が、北側よりクダトン複合体に通じる入口である。この門はパクブォノ3世の時代の1758年に構築され、パクブォノ4世により1792年に装飾が施された。

### クダトン

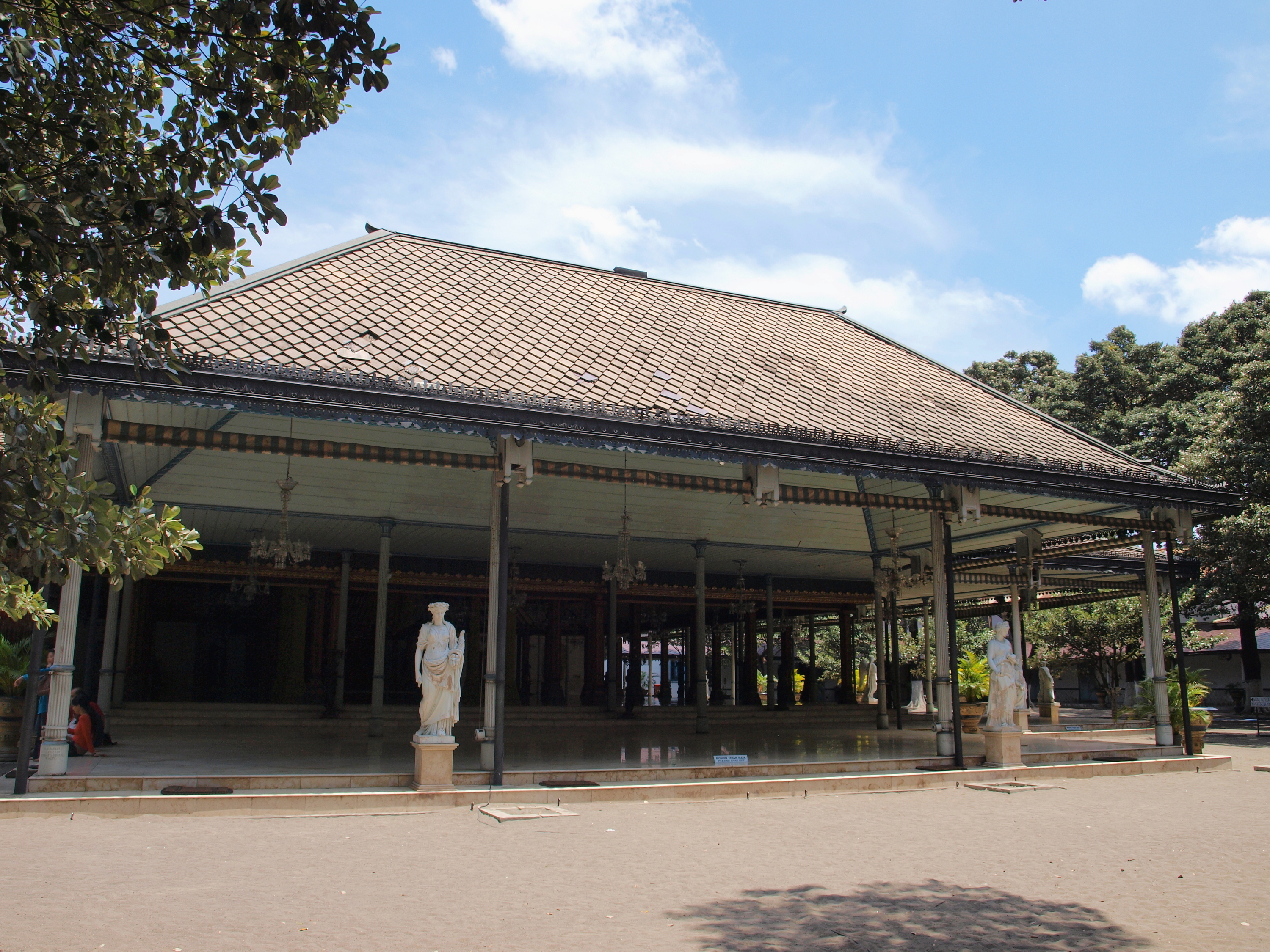
ササナ･スワカ宮の前面
(Bangsal Maligi)

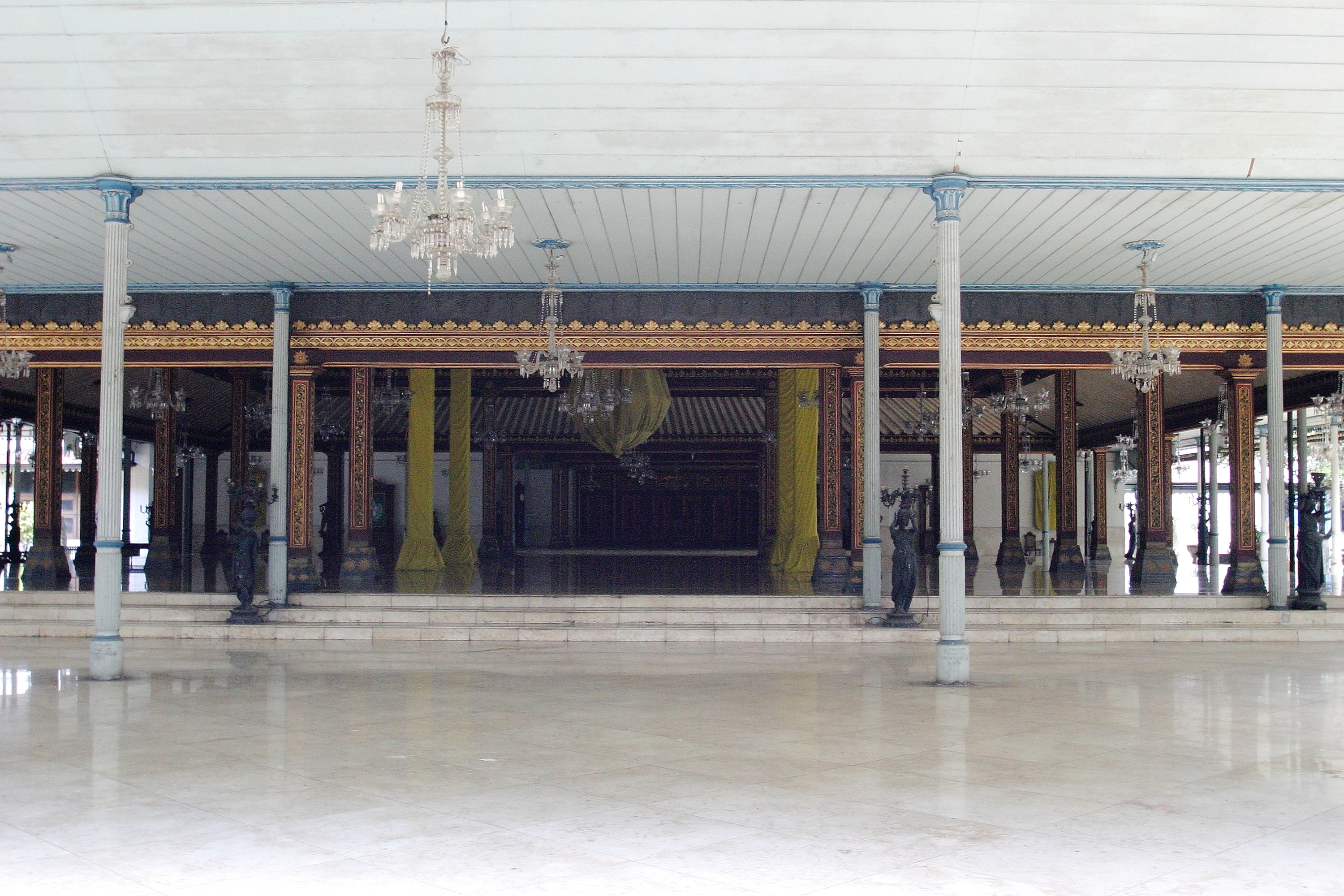
ササナ･スワカ前面の広間

王宮複合体の中核であるクダトンには、ササナ･スワカ（Sasana Sewaka)、ササナ・アンドラウィナ (Sasana Andrawina)、それに Sasana Prabasuyasa など主要な建物がある。
巨大なプンドポであるササナ･スワカ宮は、パクブォノ12世（パク・ブウォノ12世、在位1945-2004年）の時代、1985年にこれらの建物は火災に見舞われている。この建物では、王がガレベッグや王の誕生日などの王室の儀礼が行なわれた。ササラ・アンドラウィナは、王室の宴会場として使用された建物で、アンドラウィナ (andrawina) は、「ごちそう（宴会・饗宴）」の意を持つ。現在、この建物はスラカルタを訪れる貴賓を歓待する場所として使用されている。
クダトン複合体の主殿と前庭（プラタラン・クダトン）の西側は、王の居所であり、一般の人が立ち入ることができないよう閉鎖されている。未公開であるこの区域は、現在も王室の公邸として使用されている。王家の宮廷の後方に、小規模なタマン・サリのような人工池（タマン・サリ・バンデンガン、Taman Sari Bandengan）があり、その中心には、瞑想の間として使用された建物がある。

### マガガン
ササナ・スワカ宮の南に位置するマガガン（クマガンガン、Kemagangan）複合体は、かつて有望な王室の侍従（アブディダレム、Abdi Dalem）のために使われていた。マガガン（マガンガン、Magangan〈magang-an〉）は「見習い」の意であり、文字通り王宮に仕える従者を養成する場所であった。中央には、マガガン宮（バングサル・マガンガン、Bangsal Magangan）と呼ばれるプンドポがある。特別な大砲などが保管されていた建物で、パクブォノ13世（在位2004年-）の時代になり修復されている。その中庭の周りには衛兵の各装備を配置した建物があった。

### 南カマンドゥンガン
マガガンからの門 (Kori Gadungmlathi) を通り、南カマンドゥンガンの中庭に出ると、その南側には、周壁に囲まれた王宮の南の入口となる南カマンドゥンガン門 (Kori Kemandhungan Kidul) がある。南カマンドゥンガンは、伝統的に王ならびに王妃を送る葬儀の際に使用される。

### 南シティンギル
南シティンギルは Kori Brajanala Kidul という門より通じており、低い鉄製の柵に囲まれている。ここには1721年に構築された単純な構造のプンドポがあり、また、かつて南シティンギルには4門の大砲があったと伝えられが、北側とは異なり、王宮の南に位置するシティンギルなどに見られる構造物は単純かつ簡素である。

### 南アルン・アルン
南シティンギルより南側が、王宮の裏庭ともいわれる南アルン・アルンである。この広場は、北アルン・アルンよりも王室の私的要素を持ち合わせており、南アルン・アルンは高い周壁に囲まれ、周囲には王族の家がいくつかある。北広場と同じくこの南広場の中央にも一対のブリンギンの木がある。
広場を囲む周壁の南側の中央に、ガディン門 (Gapura Gading) と呼ばれる門がある。この門は北のグラダグ門と同じような形をしている。1932年、パクブォノ10世によりガディン門の南に2つ門が追加され、南アルン・アルンにあるこれら3つの門は Tri Gapurendra〈Tri Gapurendro〉）として知られる。